# Харківський процес (1943)
Харківський судовий процес над німецькими воєнними злочинцями — судовий процес 15—18 грудня 1943 року в Харкові над 3 нацистськими військовослужбовцями та одним місцевим колаборантом, які брали участь у воєнних злочинах на території Харкова і Харківської області в період їх окупації. Це вже не був перший показовий судовий процес над воєнними злочинцями під час радянсько-німецької війни, але перший у відношенні німецьких військовослужбовців. Раніше, 14—17 липня 1943 року відбувся Краснодарський процес відносно радянських колабораціоністів, які брали участь у воєнних злочинах на території Краснодара і Краснодарського краю.
Слухання в ході харківського процесу розпочалося 15 грудня 1943 року у військовому трибуналі 4-го Українського фронту. Підсудними були:
- капітан Вільгельм Ландхельд,
- унтерштурмфюрер СС Ганс Ріц,
- старший єфрейтор німецької таємної польової поліції Рейнгард Рецлав
- колабораціоніст, водій «душогубки» М. П. Буланов.

Усіх чотирьох обвинувачували в масовому знищенні місцевих жителів. 18 грудня 1943 року всі обвинувачені були визнані винними в скоєнні злочинів, передбачених частиною першою Указу Президії Верховної Ради СРСР від 19 квітня 1943 року, і засуджені до смертної кари через повішення. Наступного дня в присутності понад 40 тис. харків'ян злочинців повісили на Благовіщенському ринку, де раніше окупанти самі проводили масові страти.
Деякі матеріали перших радянських трибуналів над німецькими воєнними злочинцями і їхніми пособниками були представлені на Нюрнберзькому трибуналі як докази. Харківський процес створив юридичний прецедент, закріплений пізніше Нюрнберзьким трибуналом: «Наказ не звільняє від відповідальності за геноцид».
Сучасні історики розглядають процес як типовий радянський показовий процес, де вирок підтримувався «вимогами громадськості», але водночас як такий, що відіграв позитивну роль у створенні прецеденту невідворотності покарання для нацистських злочинців — як тих, хто виносив злочинні накази, так і для виконавців.

## Передісторія

### Німецька окупація Харкова

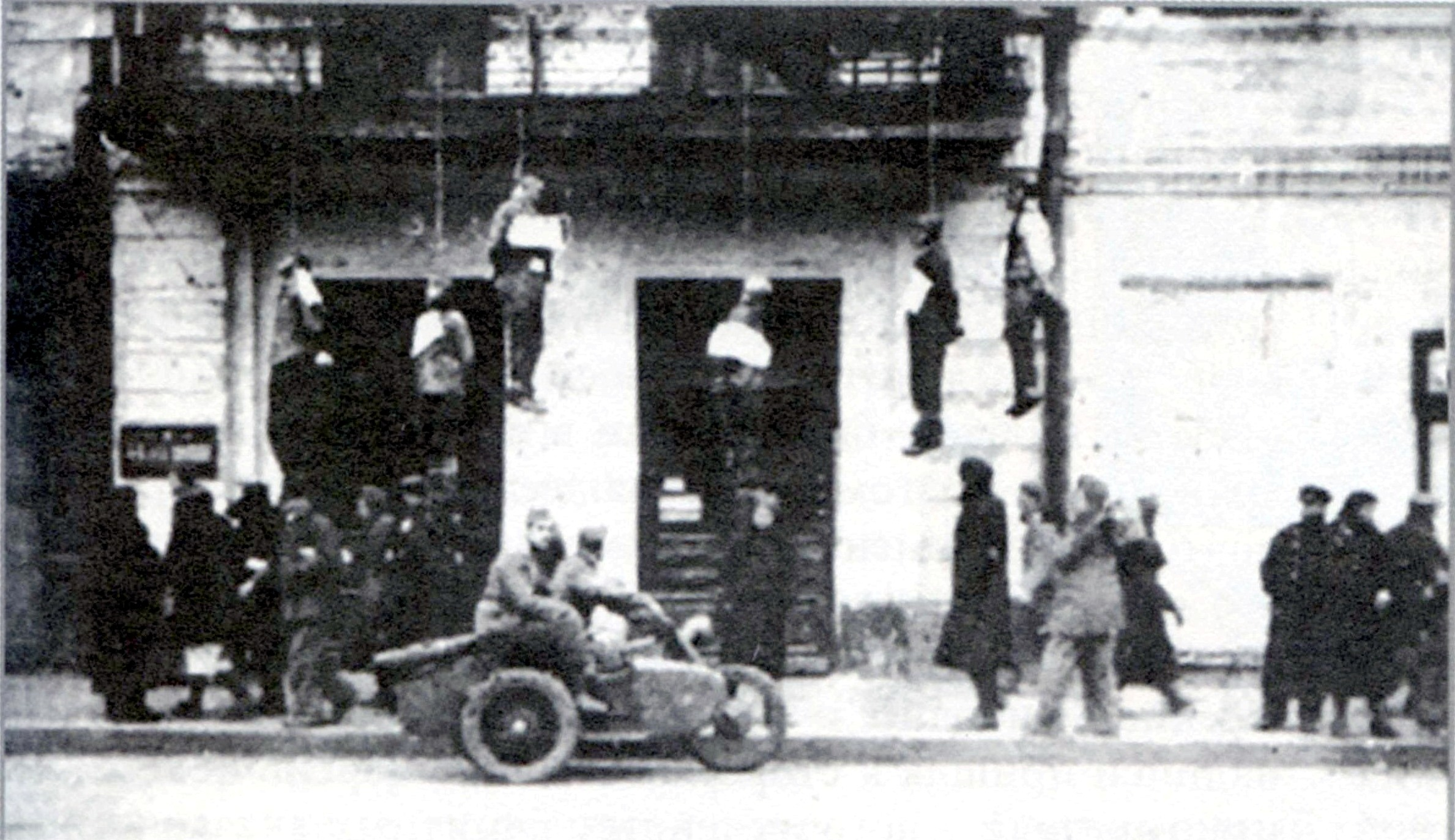
Перший день окупації Харкова: повішені на балконах вулиці Сумської. 25 жовтня 1941 року

Німецька окупація Харкова тривала з 24—25 жовтня 1941 року з перервами до дня остаточного визволення міста — 23 серпня 1943 року. Багатьма дослідниками вказується, що на момент окупації населення Харкова (яке разом із біженцями досягало 1,5 млн) перевищувало населення Києва, тож він був найбільшим за населенням із міст СРСР, окупованих Німеччиною . Особливу жорстокість окупантів у ставленні до військовополонених і мирного населення визначила серед інших чинників система місцевої влади, організована гітлерівцями в Харкові. На відміну від інших захоплених українських міст, зокрема Києва, де влада була передана цивільним органам, у прифронтовому Харкові функціонували спеціальні органи військового управління. Історія нацистського правління в захопленому місті є свідченням неспроможності версії про так званий «чистий» вермахт, солдати якого, за деякими твердженнями, лише брали участь у боях, але нібито не були причетні до злочинів проти мирного населення (на відміну від СС та айнзацкоманд СД).

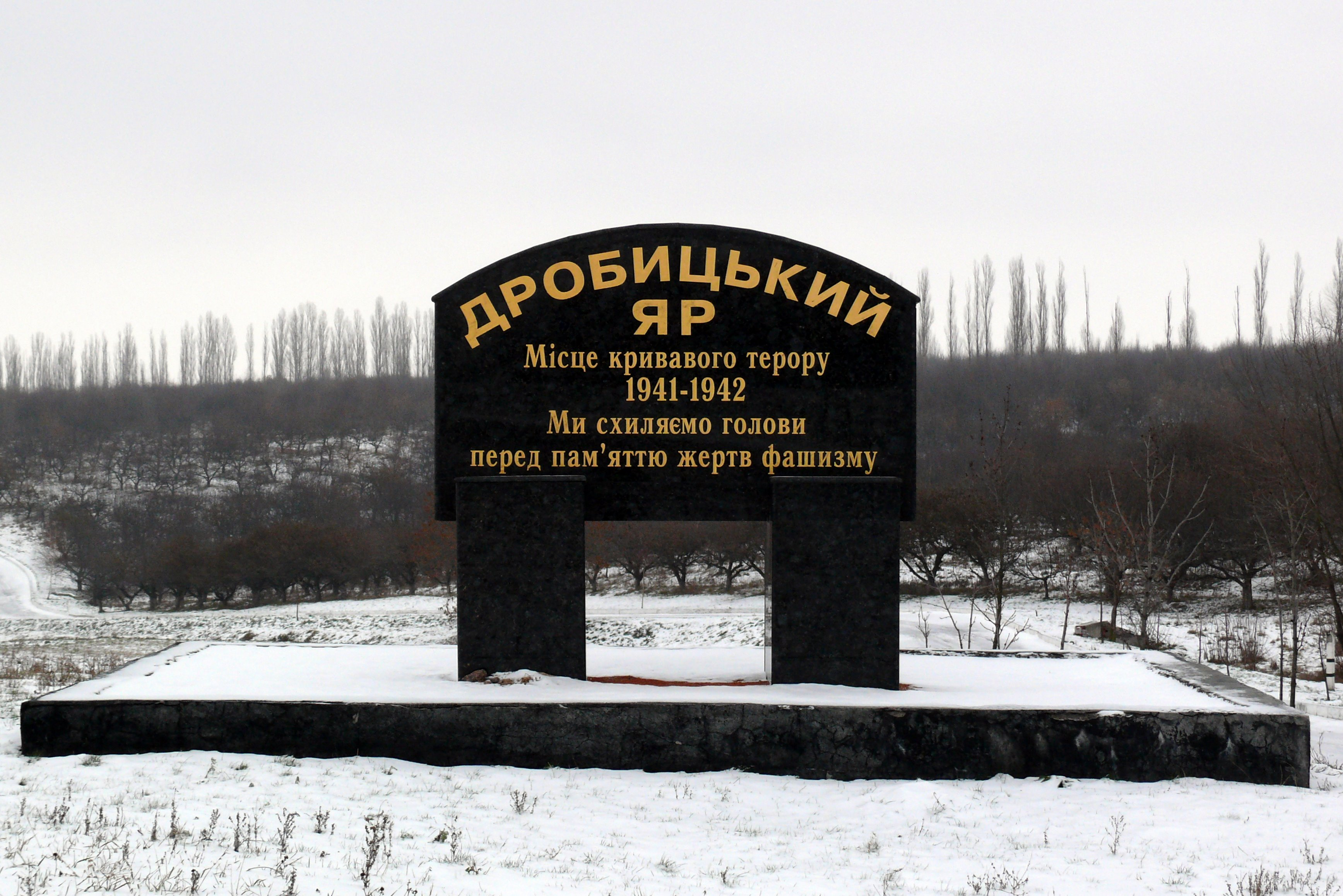
Пам'ятний знак при в'їзді в меморіальний комплекс «Дробицький Яр»

Ще напередодні захоплення Харкова командувач 55-го армійського корпусу генерал Ервін Фіров видав наказ про правила поведінки німецьких солдатів щодо цивільного населення, в якому говорилося, що крайня жорсткість у поводженні з місцевим населенням є «необхідною і обов'язковою». Уже в перші дні окупації на балконах будинків і телеграфних стовпах уздовж центральних вулиць міста повісили 116 городян.
Терор і репресії німецької влади проти харків'ян у першу чергу були спрямовані проти певних груп населення (євреїв, членів комуністичної партії, циган, психічно хворих людей, інвалідів та ін.) Багато людей були вбиті в результаті проведення політики взяття заручників як захід залякування дій радянських підпільників. У грудні 1941 року євреїв стали зганяти на околицю міста, в непристосовані для великої кількості людей бараки тракторного і верстатобудівного заводів. У створеному гетто євреїв морили голодом, запідозрених у найменшому порушенні режиму негайно розстрілювали. В кінці грудня населення гетто примусово доставили в Дробицький Яр, де всі вони були розстріляні. У січні 1942 року додатково знищено 12—15 тисяч харківських євреїв. З того ж місяця окупанти стали застосовувати для умертвіння людей спеціальний автомобіль з герметичним кузовом — газваген, прозваний у народі «душогубкою». У таку вантажівку заганяли до 50 осіб, які згодом гинули в муках через отруєння чадним або вихлопним газом. Про масові факти застосування газвагена радянська сторона звинувачення повідомляла в ході Нюрнберзького процесу. До місць масових убивств і поховань у Харкові відносять: Дробицький Яр, Лісопарк, табори військовополонених в Холодногірській в'язниці і районі ХТЗ (знищене єврейське гетто), Салтівське селище (місце розстрілу пацієнтів Сабурової дачі), клінічне містечко обласної лікарні по вул. Трінклера (місце спалення живцем кількасот поранених), двір готелю «Інтернаціонал» (місце масового розстрілу заручників) тощо.

### Регламентування відповідальності нацистських воєнних злочинців
Питання про покарання винуватців воєнних злочинів стало розглядатися з початку Другої світової війни, коли стали відомі масштаби цих злочинів. У січні 1942 року 26 держав, які взяли назву «Об'єднані Нації», під час проведення Першої Вашингтонської конференції, підписали декларацію, в якій зобов'язалися спільно боротися за свободу і незалежність всіх націй, за дотримання людських прав і справедливості. Заяви про невідворотність покарання за вчинення воєнних злочинів неодноразово звучали від урядів країн-союзників по антигітлерівській коаліції, містилися в різних заявах, нотах і спільних деклараціях. Особливу роль у післявоєнному устрої відіграла прийнята 30 жовтня 1943 року за результатами Московської конференції в ході наради міністрів закордонних справ країн-союзників по антигітлерівській коаліції Московська декларація. Вона регулювала відносини сторін на кінцевому етапі Другої світової війни та відразу після її закінчення. Згідно з «Декларацією чотирьох держав з питання про загальну безпеку», уряди СРСР, США та Великої Британії дійшли єдиної думки про необхідність беззастережної капітуляції Німеччини і припинення військових дій її країн-сателітів. Важливим підсумком конференції було прийняття рішення про повне роззброєння німецьких військ, а також про суд над німецькими воєнними злочинцями. У «Декларації про відповідальність гітлерівців за здійснювані звірства» вказувалося, що на підставі достовірних джерел стало відомо про «звірства, вбивства і холоднокровні масові страти, які проводяться гітлерівськими збройними силами в багатьох країнах, захоплених ними». В результаті союзники вирішили:
«У момент надання будь-якого перемир'я будь-якому уряду, який може бути створено в Німеччині, ті німецькі офіцери і солдати та члени нацистської партії, які були відповідальні за вищезгадані звірства, вбивства і страти, або добровільно брали в них участь, будуть відіслані в країни, в яких були здійснені їх огидні дії, для того, щоб вони могли бути судимі і покарані відповідно до законів цих звільнених країн і вільних урядів, які будуть там створені.»
Указом Президії Верховної Ради СРСР від 2 листопада 1942 року утворено Надзвичайну державну комісію (НДК) зі встановлення і розслідування злочинів німецько-фашистських загарбників та їхніх спільників і заподіяної ними шкоди громадянам, колгоспам, громадським організаціям, державним підприємствам і установам СРСР. У республіках і областях були створені відповідні місцеві комісії. Так, уже до початку 1944 року створено 19 таких комісій . На підставі зібраних НДК матеріалів уже в 1943 році були проведені суди над воєнними злочинцями в Краснодарі і Харкові, а в 1945—1946 роках і в інших містах СРСР — Києві, Мінську, Ризі, Ленінграді, Смоленську, Брянську, Великих Луках та ін. 
У процесуальному порядку масове знищення громадян окупованих територій нацистськими злочинцями і їхніми пособниками вперше офіційно зафіксовано в матеріалах ряду судових процесів військових трибуналів над нацистськими злочинцями і їхніми пособниками. З метою створення необхідної правової бази був прийнятий Указ Президії Верховної Ради СРСР від 19 квітня 1943 року «Про заходи покарання для німецько-фашистських лиходіїв, винних у вбивствах і катуваннях радянського цивільного населення і полонених червоноармійців, для шпигунів, зрадників Батьківщини з числа радянських громадян і їх пособників». Згідно з цим нормативно-правовим актом встановлювалася відповідальність для таких категорій осіб:
- «Німецьких, італійських, румунських, угорських, фінських фашистських лиходіїв, викритих у вчиненні вбивств і катувань цивільного населення і полонених червоноармійців, а також шпигунів і зрадників батьківщини з числа радянських громадян» (пункт 1);
- «Посібників із місцевого населення, викритих у наданні сприяння лиходіям у скоєнні розправ і насильств над цивільним населенням і полоненими червоноармійцями» (пункт 2).

Спочатку слухання справ щодо зазначених категорій осіб перебувало у компетенції спеціально заснованих у цих цілях військово-польових судів. Однак дещо пізніше право розглядати справи про злочини, передбачені Указом від 19 квітня 1943 року, передано військовим трибуналам. Першим з ряду таких публічних процесів став Краснодарський процес, який відбувся 14—17 липня 1943 року щодо колабораціоністів, які брали участь у воєнних злочинах на території Краснодара і Краснодарського краю, а другим, але першим безпосередньо над німецькими нацистськими злочинцями, став Харківський військовий трибунал.

## Підсудні
Підсудними у скоєнні воєнних злочинів, зокрема, знищення радянських громадян, на підставі обвинувального висновку, складеного 11 грудня 1943 року, стали захоплені в полон двоє німецьких військовослужбовців, німецький поліцейський чиновник і радянський колабораціоніст:
1. Рецлав Рейнгард, 1907 року народження, уродженець міста Берлін, освіта середня, чиновник німецької таємної польової поліції міста Харкова, старший єфрейтор допоміжної поліції. Бувши чиновником німецької таємної польової поліції в Харкові, вів слідство у справах ряду радянських громадян, вимагаючи у них свідчення шляхом катувань і тортур і фальсифікуючи щодо них помилкові звинувачення. Склав завідомо вигадані висновки, на підставі яких 15 осіб були розстріляні, а 10 вбиті за допомогою «душогубки». Неодноразово особисто брав участь у завантаженні в газваген радянських громадян, убивши таким чином ще до 40 осіб. Супроводжуючи «душогубку» до місця розвантаження на територію Харківського тракторного заводу, брав безпосередню участь у спаленні трупів убитих[18].
2. Ріц Ганс, 1919 року народження, уродженець м. Марієнвердер (зараз у складі Польщі), німець, вища юридична освіта, член націонал-соціалістичної партії з 1937 року, заступник командира роти СС, унтерштурмфюрер СС. Брав участь у тортурах і розстрілах мирних жителів. У червні 1943 року брав участь у масовому розстрілі радянських громадян у районі села Подвірки Харківської області. Брав участь у допитах заарештованих зондеркомандою СД, під час яких особисто бив їх шомполами і гумовими палицями, домагаючись шляхом катувань отримання від них свідомо вигаданих свідчень про здійснювану нібито ними антинімецьку діяльність.
3. Лангхельд Вільгельм, 1891 року народження, уродженець м. Франкфурт-на-Майні, німець, член націонал-соціалістичної партії з 1933 року, офіцер військової контррозвідки німецької армії, капітан. Бувши офіцером військової контррозвідки, брав безпосередню участь у розстрілах і катуванні військовополонених та мирного населення. Допитував військовополонених, шляхом катувань та провокацій домагався від них свідомо вигаданих свідчень. Сфальсифікував ряд справ проти радянських громадян, за якими розстріляно до 100 чоловік.
4. Буланов Михайло Петрович, 1917 року народження, уродженець станції Джанібек, Казахської РСР, росіянин, безпартійний, шофер Харківського відділення гестапо. Брав участь у знищенні радянських громадян шляхом їх удушення в «душогубці». Вивозив на розстріл мирних радянських громадян. Брав особисту участь у розстрілі групи дітей у кількості 60 чоловік.

## Перебіг процесу
Слухання справи розпочалося 15 грудня 1943 року в залі колишнього оперного театру на Римарській, 21. Справа розглядалася Військовим Трибуналом 4-го Українського фронту під головуванням генерал-майора юстиції А. Н. М'ясникова і за участю прокурора полковника юстиції Н. К. Дунаєва. За призначенням суду адвокатами обвинувачених виступили Н. В. Коммод, С. К. Казначеєв і І. П. Бєлов. Процес був відкритий для публіки і преси, серед представників якої перебували численні закордонні кореспонденти: Ральф Паркер від британської «The Times» і американської «The New York Times», Гарш від радіомовної компанії «Колумбія», Шампенуа (Франція), Стівенс (США). Своїх представників відрядили до Харкова впливові британські газети «Санді експрес» і «Дейлі експрес».
Хід процесу показано в документальному фільмі Іллі Копаліна «Суд іде (Про судовий процес у м. Харкові)» (1943, ЦСК). Фотографував і фільмував військовий кореспондент Андрій Лаптій, за словами якого суд являв собою початок реалізації відплати «народу німецьким фашистам за те, що вони зробили з нашою Батьківщиною». На судових засіданнях були присутні відомі радянські письменники і публіцисти Олексій Толстой («Правда»), Леонід Леонов («Известия»), Ілля Еренбург і Костянтин Симонов («Червона зірка»), Павло Тичина та інші. Як зауважив Еренбург, у ході цього процесу «совість народів засудила не тільки трьох малозначних хижаків, а й усю фашистську Німеччину». За його словами, день початку роботи трибуналу ознаменувався тим, що «ми перестали говорити про майбутній суд над злочинцями, ми почали їх судити»:
18 грудня прокурор Дунаєв у своїй обвинувальній промові представив докази того, що нацистські злочини на окупованих територіях являли собою не випадкові злочинні дії окремих виконавців, а розгорнуту програму знищення населення на окупованих територіях СРСР. Крім безпосередніх «німецьких катів» винними в жахливих злочинах були: «Гітлер, Герінг, Геббельс, Гіммлер і іже з ними — ось хто є головними натхненниками і організаторами масових убивств і злочинів, скоєних німцями на радянській землі, в Харкові, Краснодарі та інших містах».
У ході слухань підсудні повністю визнали вчинення ними злочинів у Харківській області. За словами прокурора, питання відповідальності підсудних за скоєне ними є очевидним, а виправдання обвинувачених тим, що вони виконували накази, є безпідставними. В ході судового процесу встановлено, що разом із засудженими воєнні злочини здійснювали офіцери і солдати дивізій СС «Адольф Гітлер» і «Мертва голова».

## Вирок
18 грудня 1943 після обвинувальної промови військового прокурора Н. К. Дунаєва обвинувачені були визнані винними в скоєнні злочинів, передбачених частиною першою Указу Президії Верховної Ради СРСР від 19 квітня 1943 року. Військовий трибунал засудив усіх чотирьох обвинувачених до страти через повішення. Згідно з обвинувальним вироком, «у період тимчасової окупації міста Харкова та Харківської області німецько-фашистськими загарбниками розстріляно і повішено, живцем спалено і задушено за допомогою окису вуглецю понад 30 000 мирних, ні в чому не винних громадян, у тому числі жінок, старих і дітей».
Незважаючи на те, що обвинувачені в силу своїх посад були малозначними фігурами, основні дійові особи, які влаштували терор на Харківщині, в ході судових слухань були названі поіменно, а їхні злочинні накази, що спричинили німецько-фашистські звірства, зафіксовані в судових матеріалах.
19 грудня засуджені до страти були публічно повішені на площі Благовіщенського базару (перед центральною будівлею ринку) в присутності понад сорока тисяч городян.

## Значення і оцінки
Харківський процес отримав значний резонанс не тільки в СРСР, а й за кордоном. Посол США в СРСР Аверелл Гарріман в донесенні у Держдепартамент відзначав, що судовий процес недвозначно вказує на те, що радянська влада наполегливо прагне притягти до відповідальності керівників Третього рейху і верховне командування «за злочини і звірства, скоєні їх ім'ям і за їхнім наказом». За його інформацією, американські журналісти, що висвітлювали хід процесу, були впевнені у винуватості засуджених, задоволені дотриманням судом і звинуваченням процесуальних норм. Гарріман рекомендував використовувати цей судовий прецедент для проведення широкої роз'яснювальної роботи, спрямованої проти воєнних злочинців.
На думку американського сенатора Клода Пеппера, Харківський процес був свідченням того, що влада СРСР вжила заходів, щоб показати невідворотність покарання для нацистських злочинців: «Три нацисти і один зрадник вже судимі і страчені на місці, де вони здійснювали свої злочини». Редактор журналу Американської асоціації з питань зовнішньої політики (англ. Foreign Policy Bulletin публіцистка Віра М. Дін (англ. V. M. Dean відзначала, що метою процесу було не тільки покарати кількох злочинців, а й отримати від них факти для звинувачення справжніх натхненників воєнних злочинів — Адольфа Гітлера, Генріха Гіммлера, Альфреда Розенберга та інших. Один із коментаторів американської радіокомпанії «Колумбія» охарактеризував процес як перший справжній суд над воєнними злочинцями в усій історії.
У 2000 році на будівлі колишнього оперного театру (вул. Римарська, 21), в якому проходив судовий процес над гітлерівськими воєнними злочинцями та їхнім пособником, встановили меморіальну дошку.